# Challenge de Majorque 2021
La 30e édition du Challenge de Majorque a lieu du 13 au 16 mai 2021. Au total, quatre épreuves font partie de ce Challenge de Majorque. Le classement final de l'épreuve n'est plus calculé depuis 2010. Les quatre courses font partie du calendrier UCI Europe Tour 2021 en catégorie 1.1.

## Équipes
23 équipes participent à ce Challenge de Majorque - 6 WorldTeams, 10 ProTeams, 6 équipes continentales et 2 équipes nationales :
| WorldTeams (6)- Cofidis - Movistar Team - Intermarché-Wanty-Gobert Matériaux - Israel Start-Up Nation - Qhubeka Assos - UAE Team Emirates ProTeams (10)- B&B Hotels p/b KTM - Bardiani CSF Faizanè - Burgos-BH - Caja Rural-Seguros RGA - Equipo Kern Pharma - Euskaltel-Euskadi - Gazprom-RusVelo - Rally Cycling - Sport Vlaanderen-Baloise - Arkéa-Samsic Équipes continentales (6)- Electro Hiper Europa - Gios - Leopard - Maloja Pushbikers - Dauner-AKKON - Bike Aid Équipes nationales (2)- Suisse - Grande-Bretagne |
| |

## Étapes
| Étape                              | Date   | Villes étapes       |                           | Distance (km) | Vainqueur d'épreuve |
| ---------------------------------- | ------ | ------------------- | ------------------------- | ------------- | ------------------- |
| Trofeo Calvià                      | 13 mai | Peguera - Palmanova | Étape de moyenne montagne | 168,7         | Ryan Gibbons        |
| Trofeo Serra de Tramuntana         | 14 mai | Lloseta - Deià      | Étape de moyenne montagne | 158,6         | Jesús Herrada       |
| Trofeo Andratx-Mirador des Colomer | 15 mai | Andratx - Pollença  | Étape de moyenne montagne | 161,3         | Winner Anacona      |
| Trofeo Alcúdia-Port d'Alcúdia      | 16 mai | Alcúdia - Alcúdia   | Étape de plaine           | 169,8         | André Greipel       |

## Classements

### Trofeo Calvià
| \| Classement général \| Classement général \| Classement général \| Classement général \| Classement général \| \| Coureur \| Coureur \| Pays \| Équipe \| Temps \| \| ------------------ \| ------------------ \| ------------------ \| ---------------------------------- \| ------------------ \| \| 1er \| Ryan Gibbons \| Afrique du Sud \| UAE Team Emirates \| 4 h 21 min 04 s \| \| 2e \| Anthony Delaplace \| France \| Arkéa-Samsic \| + 0 s \| \| 3e \| Rune Herregodts \| Belgique \| Sport Vlaanderen-Baloise \| + 41 s \| \| 4e \| Eliot Lietaer \| Belgique \| B&B Hotels p/b KTM \| + 44 s \| \| 5e \| Jordi López \| Espagne \| Equipo Kern Pharma \| + 44 s \| \| 6e \| Sven Erik Bystrøm \| Norvège \| UAE Team Emirates \| + 44 s \| \| 7e \| Juan José Lobato \| Espagne \| Euskaltel-Euskadi \| + 44 s \| \| 8e \| Kévin Ledanois \| France \| Arkéa-Samsic \| + 44 s \| \| 9e \| Maurits Lammertink \| Pays-Bas \| Intermarché-Wanty-Gobert Matériaux \| + 44 s \| \| 10e \| Willie Smit \| Afrique du Sud \| Burgos-BH \| + 44 s \| |                    |                |                                    |                 |
| |                    |                |                                    |                 |
| Source : ProCyclingStats |                    |                |                                    |                 |
| Classement général |                    |                |                                    |                 |
| Coureur | Coureur            | Pays           | Équipe                             | Temps           |
| 1er | Ryan Gibbons       | Afrique du Sud | UAE Team Emirates                  | 4 h 21 min 04 s |
| 2e | Anthony Delaplace  | France         | Arkéa-Samsic                       | + 0 s           |
| 3e | Rune Herregodts    | Belgique       | Sport Vlaanderen-Baloise           | + 41 s          |
| 4e | Eliot Lietaer      | Belgique       | B&B Hotels p/b KTM                 | + 44 s          |
| 5e | Jordi López        | Espagne        | Equipo Kern Pharma                 | + 44 s          |
| 6e | Sven Erik Bystrøm  | Norvège        | UAE Team Emirates                  | + 44 s          |
| 7e | Juan José Lobato   | Espagne        | Euskaltel-Euskadi                  | + 44 s          |
| 8e | Kévin Ledanois     | France         | Arkéa-Samsic                       | + 44 s          |
| 9e | Maurits Lammertink | Pays-Bas       | Intermarché-Wanty-Gobert Matériaux | + 44 s          |
| 10e | Willie Smit        | Afrique du Sud | Burgos-BH                          | + 44 s          |

### Trofeo Serra de Tramuntana
| \| Classement général \| Classement général \| Classement général \| Classement général \| Classement général \| \| Coureur \| Coureur \| Pays \| Équipe \| Temps \| \| ------------------ \| ------------------ \| ------------------ \| ---------------------------------- \| ------------------ \| \| 1er \| Jesús Herrada \| Espagne \| Cofidis \| 3 h 52 min 21 s \| \| 2e \| Jonathan Lastra \| Espagne \| Caja Rural-Seguros RGA \| + 0 s \| \| 3e \| Héctor Carretero \| Espagne \| Movistar Team \| + 11 s \| \| 4e \| Mads Würtz Schmidt \| Danemark \| Israel Start-Up Nation \| + 20 s \| \| 5e \| Alexander Kristoff \| Norvège \| UAE Team Emirates \| + 20 s \| \| 6e \| Romain Hardy \| France \| Arkéa-Samsic \| + 20 s \| \| 7e \| Georg Zimmermann \| Allemagne \| Intermarché-Wanty-Gobert Matériaux \| + 20 s \| \| 8e \| Gonzalo Serrano \| Espagne \| Movistar Team \| + 20 s \| \| 9e \| Christian Scaroni \| Italie \| Gazprom-RusVelo \| + 20 s \| \| 10e \| Franck Bonnamour \| France \| B&B Hotels p/b KTM \| + 20 s \| |                    |           |                                    |                 |
| |                    |           |                                    |                 |
| Source : ProCyclingStats |                    |           |                                    |                 |
| Classement général |                    |           |                                    |                 |
| Coureur | Coureur            | Pays      | Équipe                             | Temps           |
| 1er | Jesús Herrada      | Espagne   | Cofidis                            | 3 h 52 min 21 s |
| 2e | Jonathan Lastra    | Espagne   | Caja Rural-Seguros RGA             | + 0 s           |
| 3e | Héctor Carretero   | Espagne   | Movistar Team                      | + 11 s          |
| 4e | Mads Würtz Schmidt | Danemark  | Israel Start-Up Nation             | + 20 s          |
| 5e | Alexander Kristoff | Norvège   | UAE Team Emirates                  | + 20 s          |
| 6e | Romain Hardy       | France    | Arkéa-Samsic                       | + 20 s          |
| 7e | Georg Zimmermann   | Allemagne | Intermarché-Wanty-Gobert Matériaux | + 20 s          |
| 8e | Gonzalo Serrano    | Espagne   | Movistar Team                      | + 20 s          |
| 9e | Christian Scaroni  | Italie    | Gazprom-RusVelo                    | + 20 s          |
| 10e | Franck Bonnamour   | France    | B&B Hotels p/b KTM                 | + 20 s          |

### Trofeo Andratx-Mirador des Colomer
| \| Classement général \| Classement général \| Classement général \| Classement général \| Classement général \| \| Coureur \| Coureur \| Pays \| Équipe \| Temps \| \| ------------------ \| -------------------- \| ------------------ \| ---------------------------------- \| ------------------ \| \| 1er \| Winner Anacona \| Colombie \| Arkéa-Samsic \| 4 h 04 min 30 s \| \| 2e \| Vegard Stake Laengen \| Norvège \| UAE Team Emirates \| + 10 s \| \| 3e \| Mikel Iturria \| Espagne \| Euskaltel-Euskadi \| + 13 s \| \| 4e \| Jesús Herrada \| Espagne \| Cofidis \| + 1 min 34 s \| \| 5e \| Rune Herregodts \| Belgique \| Sport Vlaanderen-Baloise \| + 1 min 39 s \| \| 6e \| Gavin Mannion \| États-Unis \| Rally Cycling \| + 1 min 39 s \| \| 7e \| Maxime Chevalier \| France \| B&B Hotels p/b KTM \| + 1 min 39 s \| \| 8e \| Georg Zimmermann \| Allemagne \| Intermarché-Wanty-Gobert Matériaux \| + 1 min 39 s \| \| 9e \| Jérémy Bellicaud \| France \| Intermarché-Wanty-Gobert Matériaux \| + 1 min 39 s \| \| 10e \| Sean Bennett \| États-Unis \| Qhubeka Assos \| + 1 min 44 s \| |                      |            |                                    |                 |
| |                      |            |                                    |                 |
| Source : ProCyclingStats |                      |            |                                    |                 |
| Classement général |                      |            |                                    |                 |
| Coureur | Coureur              | Pays       | Équipe                             | Temps           |
| 1er | Winner Anacona       | Colombie   | Arkéa-Samsic                       | 4 h 04 min 30 s |
| 2e | Vegard Stake Laengen | Norvège    | UAE Team Emirates                  | + 10 s          |
| 3e | Mikel Iturria        | Espagne    | Euskaltel-Euskadi                  | + 13 s          |
| 4e | Jesús Herrada        | Espagne    | Cofidis                            | + 1 min 34 s    |
| 5e | Rune Herregodts      | Belgique   | Sport Vlaanderen-Baloise           | + 1 min 39 s    |
| 6e | Gavin Mannion        | États-Unis | Rally Cycling                      | + 1 min 39 s    |
| 7e | Maxime Chevalier     | France     | B&B Hotels p/b KTM                 | + 1 min 39 s    |
| 8e | Georg Zimmermann     | Allemagne  | Intermarché-Wanty-Gobert Matériaux | + 1 min 39 s    |
| 9e | Jérémy Bellicaud     | France     | Intermarché-Wanty-Gobert Matériaux | + 1 min 39 s    |
| 10e | Sean Bennett         | États-Unis | Qhubeka Assos                      | + 1 min 44 s    |

### Trofeo Alcúdia-Port d'Alcúdia
| \| Classement général \| Classement général \| Classement général \| Classement général \| Classement général \| \| Coureur \| Coureur \| Pays \| Équipe \| Temps \| \| ------------------ \| --------------------------- \| ------------------ \| ---------------------------------- \| ------------------ \| \| 1er \| André Greipel \| Allemagne \| Israel Start-Up Nation \| 3 h 50 min 24 s \| \| 2e \| Alexander Kristoff \| Norvège \| UAE Team Emirates \| + 0 s \| \| 3e \| Christophe Noppe \| Belgique \| Arkéa-Samsic \| + 0 s \| \| 4e \| Reinardt Janse van Rensburg \| Afrique du Sud \| Qhubeka Assos \| + 0 s \| \| 5e \| Gabriel Cullaigh \| Royaume-Uni \| Movistar Team \| + 0 s \| \| 6e \| Hugo Hofstetter \| France \| Israel Start-Up Nation \| + 0 s \| \| 7e \| Giovanni Lonardi \| Italie \| Bardiani CSF Faizanè \| + 0 s \| \| 8e \| Tom Devriendt \| Belgique \| Intermarché-Wanty-Gobert Matériaux \| + 0 s \| \| 9e \| Xavier Cañellas \| Espagne \| Gios \| + 0 s \| \| 10e \| Ethan Vernon \| Royaume-Uni \| Grande-Bretagne \| + 0 s \| |                             |                |                                    |                 |
| |                             |                |                                    |                 |
| Source : ProCyclingStats |                             |                |                                    |                 |
| Classement général |                             |                |                                    |                 |
| Coureur | Coureur                     | Pays           | Équipe                             | Temps           |
| 1er | André Greipel               | Allemagne      | Israel Start-Up Nation             | 3 h 50 min 24 s |
| 2e | Alexander Kristoff          | Norvège        | UAE Team Emirates                  | + 0 s           |
| 3e | Christophe Noppe            | Belgique       | Arkéa-Samsic                       | + 0 s           |
| 4e | Reinardt Janse van Rensburg | Afrique du Sud | Qhubeka Assos                      | + 0 s           |
| 5e | Gabriel Cullaigh            | Royaume-Uni    | Movistar Team                      | + 0 s           |
| 6e | Hugo Hofstetter             | France         | Israel Start-Up Nation             | + 0 s           |
| 7e | Giovanni Lonardi            | Italie         | Bardiani CSF Faizanè               | + 0 s           |
| 8e | Tom Devriendt               | Belgique       | Intermarché-Wanty-Gobert Matériaux | + 0 s           |
| 9e | Xavier Cañellas             | Espagne        | Gios                               | + 0 s           |
| 10e | Ethan Vernon                | Royaume-Uni    | Grande-Bretagne                    | + 0 s           |